# Stará Voda u Chlumce nad Cidlinou

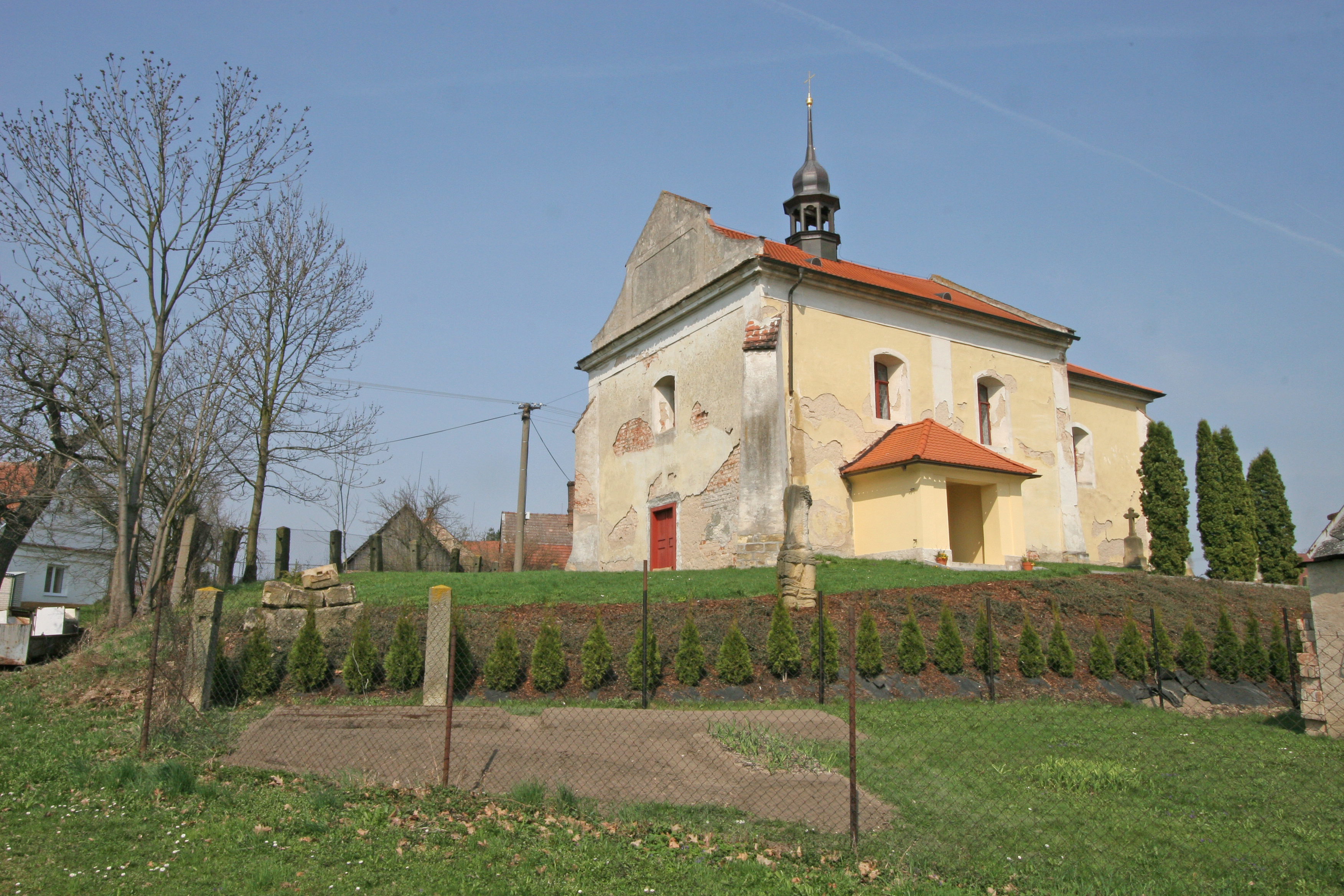
Kirche des hl. Wenzel

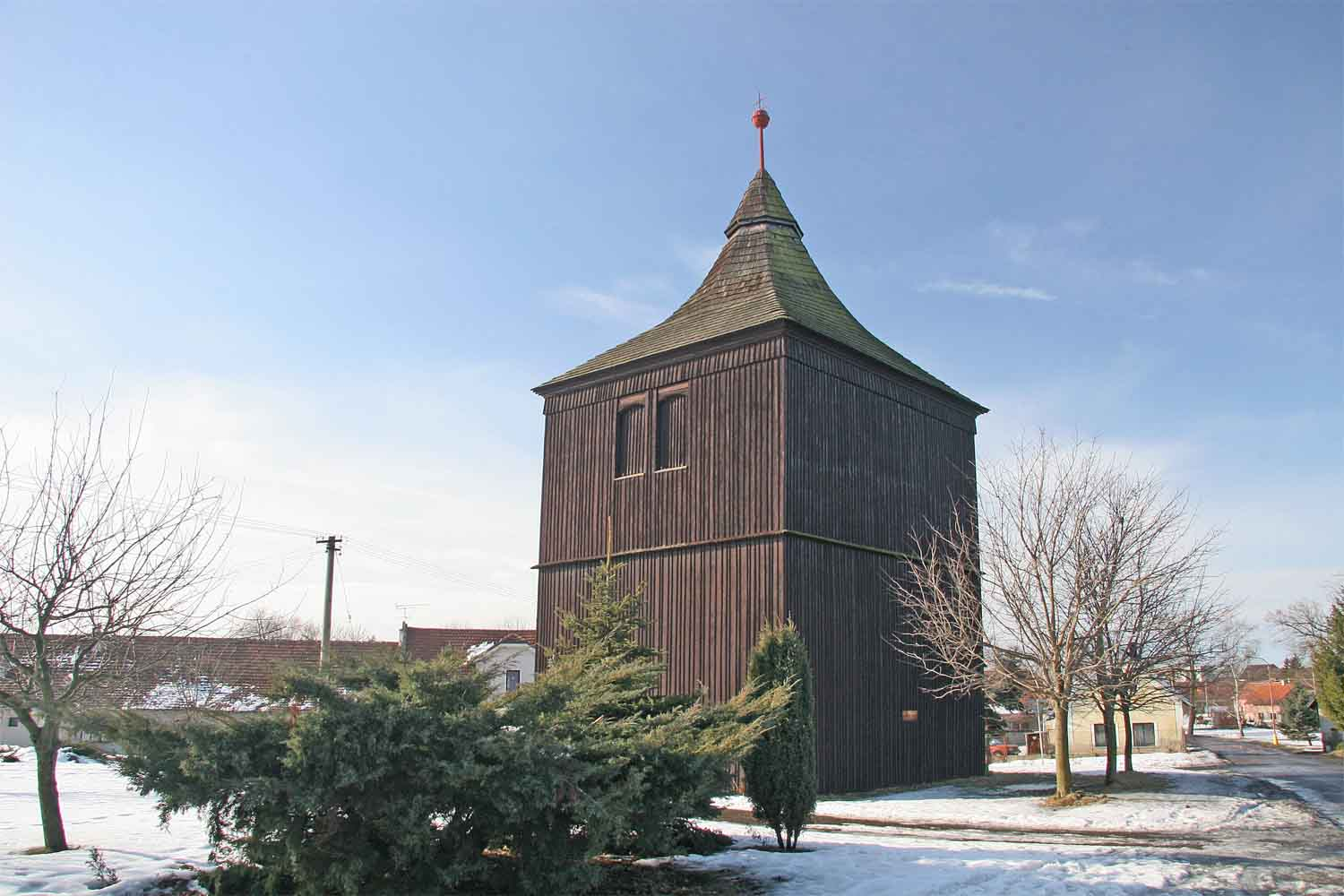
Glockenturm

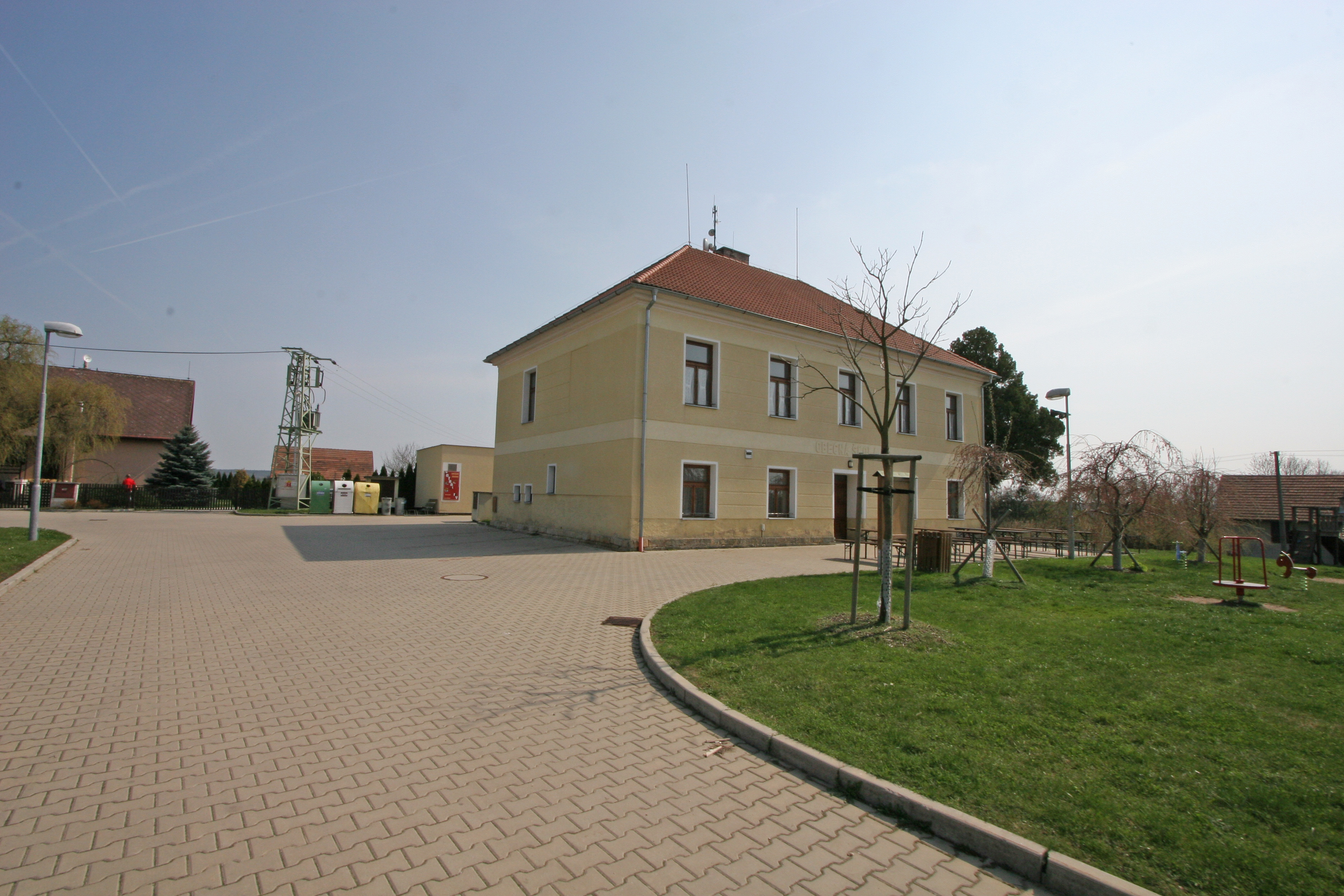
Schule

Stará Voda (deutsch Altwasser) ist eine Gemeinde in Tschechien. Sie liegt fünf Kilometer östlich von Chlumec nad Cidlinou und gehört zum Okres Hradec Králové. 

## Geographie
Stará Voda befindet sich am Bach Starovodský potok auf der Chlumecká tabule (Chlumetzer Tafel). Am nördlichen Ortsrand verläuft die Bahnstrecke Chlumec nad Cidlinou–Międzylesie, dahinter die Staatsstraße I/11 zwischen Nové Město und Hradec Králové. Anderthalb Kilometer südlich des Dorfes verläuft die Dálnice 11/E 67. Gegen Süden liegen die Teiche Kněžský rybník und Starovodský rybník, südöstlich die Wüstung Nedabylice.
Nachbarorte sind Přestavecko, Kosice, Třesice und Kosičky im Norden, Požáry und Obědovice im Nordosten, Chudeřice im Osten, Pravy, Kasaličky, V Austrálii, Na Obci und Voleč im Südosten, Žáravice und Chýšť im Süden, Klamoš und Rtanov im Südwesten, Nové Město im Westen sowie Písek, Nová Hospoda und Oktaviánov im Nordwesten. 

## Geschichte
Der Legende nach soll der heilige Wenzel seine Leute bei der Jagd in den Wäldern auf die Suche nach Wasser geschickt haben, doch wegen einer langen Dürre waren alle Quellen versiegt. Schließlich fand er eine von dichten Büschen ganz überwachsene Quelle, die er von den Dornen befreite. Er ließ einen Brunnen anlegen, bei dem später das Dorf entstand.
Die erste urkundliche Erwähnung des Ortes erfolgte im Jahre 1369. Zu dieser Zeit bildete Stará Voda ein eigenes Gut mit einer hölzernen Feste. Später wurde das Dorf an das Gut Přestavlky verkauft. Nach dem Erlöschen von Přestavlky wurde Stará Voda Teil der Herrschaft Chlumetz. König Matthias überschrieb 1611 die Kammerherrschaft Chlumetz für treue Dienste bei der Erlangung der Böhmischen Krone an Wenzel Graf Kinsky von Wchinitz und Tettau. Nachdem Wenzel Graf Kinsky 1620 in die Chlumetzer Pfarrkirche St. Ursula einfiel, um hussitische Gottesdienste zu unterbinden, brach in der Gegend ein Aufstand aus. Im Jahre 1775 beteiligten sich die Bewohner von Stará Voda am großen Bauernaufstand und zogen nach Chlumetz.
Im Jahre 1833 bestand das im Bidschower Kreis gelegene Dorf Altwasser bzw. Stara woda aus 29 Häusern, in denen 225 Personen lebten. Unter herrschaftlichem Patronat standen die Filialkirche des hl. Wenzel und die Schule. Im Ort gab es zudem ein Wirtshaus. Gepfarrt war das Dorf zur Dechanteikirche der hl. Ursula in Chlumetz. Bis zur Mitte des 19. Jahrhunderts blieb Altwasser der Fideikommissherrschaft Chlumetz untertänig.
Nach der Aufhebung der Patrimonialherrschaften bildete Stará Voda ab 1849 eine Gemeinde im Gerichtsbezirk Chlumetz. Ab 1868 gehörte das Dorf zum Bezirk Neubydžow. 1869 hatte Stará Voda 252 Einwohner und bestand aus 39 Häusern. Zwischen 1870 und 1873 wurde nördlich des Dorfes die Bahnstrecke Chlumetz–Königgrätz angelegt; einen Haltepunkt erhielt das Dorf jedoch nicht. Im Jahre 1900 lebten in Stará Voda 322 Menschen, 1910 waren es 303. 1930 hatte Stará Voda 287 Einwohner und bestand aus 67 Häusern. Im Zuge der Gebietsreform von 1960 wurde der Okres Nový Bydžov aufgelöst, seitdem gehört die Gemeinde zum Okres Hradec Králové. Beim Zensus von 2001 lebten in den 65 Häusern der Gemeinde 126 Personen. Die meisten der Häuser stammen aus dem 19. und 20. Jahrhundert.

## Sehenswürdigkeiten
- St.-Wenzels-Brunnen
- Gotische Kirche des hl. Wenzel auf einem erhöhten Platz an der Westseite des Dorfplatzes, erbaut in der zweiten Hälfte des 14. Jahrhunderts. Die Kirche wurde 1380 als Pfarrkirche erstmals erwähnt. Im 17. Jahrhundert erfolgte die barocke Umgestaltung des Schiffs. Der Hauptaltar und die beiden Seitenaltäre entstanden zwischen 1677 und 1679 und werden dem Schreiner P. Vaněk aus Česká Třebová zugeschrieben. Nach der Renovierung wurde die Kirche 2008 neu geweiht.
- Freistehender hölzerner Glockenturm aus dem 16. Jahrhundert, gegenüber der Kirche auf dem Dorfplatz
- Sandsteinkreuz im Ortszentrum
- Denkmal für die Gefallenen des Ersten Weltkrieges